# Gifu
Gifu (jap. 岐阜市 Gifu-shi) ist eine kreisfreie Großstadt in Japan. Sie ist die Hauptstadt der Präfektur Gifu (Gifu-ken) auf der Hauptinsel Honshū und liegt am Fluss Nagara nördlich von Nagoya. Gifu besitzt eine Universität, an Gewerbe ist neben Maschinenbau noch Textil-, Kunststoff-, Papier- und Porzellanindustrie angesiedelt. Die Stadt hat aufgrund ihrer Lage in der Mitte des Landes eine wichtige Rolle in der Geschichte Japans gespielt. Während der Sengoku-Zeit nutzten verschiedene Kriegsherren, darunter Oda Nobunaga, das Gebiet als Stützpunkt, um Japan zu vereinen und zu kontrollieren. Während der Edo-Zeit war Gifu eine bedeutende Poststation (Shukuba) an der Nakasendō-Straße, nach der Meiji-Restauration wurde es ein Zentrum der Textil- und Modeindustrie. Von der Regierung wird Gifu als Chūkakushi (Kernstadt) klassifiziert.

## Geographie
Die Stadt Gifu liegt im südlichen Teil der Präfektur am nördlichen Rand der Nōbi-Ebene, genauer in der Schwemmebene des Nagara. Ein großer Teil des Stadtgebiets kam durch Eingemeindungen zustande, insbesondere von Kanō (1940) und Yanazu (2006). Infolgedessen ist die Geographie von Gifu sehr vielfältig und reicht vom bebauten Stadtzentrum im Süden bis hin zu den baumbestandenen Ausläufern des Ryōhaku-Gebirges im Norden. Der Nagara teilt die Stadt in zwei Hälften und verläuft von Nordosten nach Südwesten. Das Gebiet ist bei Taifunen oder schweren Gewittern überschwemmungsgefährdet, weshalb das überschüssige Wasser mit zahlreichen Deichen und Dämmen kontrolliert wird. Die fruchtbaren Böden des Gebietes sind erstklassige landwirtschaftliche Flächen, Kakipflaumen-Plantagen und Erdbeerfelder prägen die Umgebung. Unmittelbar beim Stadtzentrum erhebt sich der 329 m hohe Kinka-zan, ein markanter Berg, der an allen Seiten von überbautem Gebiet umgeben ist.

### Klima
Das Wetter in Gifu ist das ganze Jahr über sehr unterschiedlich, aber im Allgemeinen sind die Sommer heiß und feucht, während die Winter mild sind. Das Klima entspricht der effektiven Klimaklassifikation Cfa (Ostseitenklima). Die durchschnittliche Jahrestemperatur beträgt 15,5 °C und die durchschnittliche jährliche Niederschlagsmenge 1799 mm, wobei der September der feuchteste Monat ist. Die Temperaturen sind im Durchschnitt im August am höchsten und im Januar am niedrigsten.
|                        | Jan  | Feb  | Mär   | Apr   | Mai   | Jun   | Jul   | Aug   | Sep   | Okt   | Nov  | Dez  |   |         |
| Mittl. Temperatur (°C) | 4,6  | 5,4  | 9,0   | 14,5  | 19,4  | 23,2  | 27,0  | 28,3  | 24,5  | 18,7  | 12,5 | 7,0  | ⌀ | 16,2    |
| Mittl. Tagesmax. (°C)  | 9,1  | 10,3 | 14,2  | 20,0  | 24,7  | 27,8  | 31,6  | 33,4  | 29,2  | 23,6  | 17,5 | 11,6 | ⌀ | 21,1    |
| Mittl. Tagesmin. (°C)  | 0,7  | 1,2  | 4,2   | 9,4   | 14,6  | 19,3  | 23,5  | 24,6  | 20,8  | 14,5  | 8,1  | 3,0  | ⌀ | 12      |
|                        |      |      |       |       |       |       |       |       |       |       |      |      |   |         |
| Niederschlag (mm)      | 65,9 | 77,5 | 132,4 | 162,4 | 192,6 | 223,7 | 270,9 | 169,5 | 242,7 | 161,6 | 87,1 | 74,5 | Σ | 1.860,8 |
|                        |      |      |       |       |       |       |       |       |       |       |      |      |   |         |
| Sonnenstunden (h/d)    | 5,2  | 5,9  | 6,3   | 6,7   | 6,6   | 5,3   | 5,4   | 6,5   | 5,5   | 5,6   | 5,3  | 5,0  | ⌀ | 5,8     |
|                        |      |      |       |       |       |       |       |       |       |       |      |      |   |         |
| Regentage (d)          | 9,0  | 9,3  | 10,4  | 10,5  | 10,9  | 12,6  | 13,8  | 10,7  | 12,5  | 9,6   | 7,8  | 10,1 | Σ | 127,2   |
|                        |      |      |       |       |       |       |       |       |       |       |      |      |   |         |
| Luftfeuchtigkeit (%)   | 66   | 62   | 58    | 59    | 63    | 70    | 73    | 69    | 70    | 67    | 67   | 68   | ⌀ | 66      |

| 0,7 |

| 1,2 |

| 4,2 |

| 9,4 |

| 14,6 |

| 19,3 |

| 23,5 |

| 24,6 |

| 20,8 |

| 14,5 |

| 8,1 |

| 3,0 |

| 0,7 |

| 1,2 |

| 4,2 |

| 9,4 |

| 14,6 |

| 19,3 |

| 23,5 |

| 24,6 |

| 20,8 |

| 14,5 |

| 8,1 |

| 3,0 |

### Angrenzende Städte und Gemeinden
- Hashima
- Kakamigahara
- Mizuho
- Motosu
- Ōgaki
- Seki
- Yamagata

## Geschichte
Zwei archäologische Stätten haben gezeigt, dass das Gebiet um das heutige Gifu aufgrund seiner Lage in der fruchtbaren Nōbi-Ebene seit vorgeschichtlicher Zeit bewohnt war. An den Fundorten Ryomonji und Kotozuka wurden große Grabhügel gefunden, die für die späte Yayoi-Zeit repräsentativ sind, als in Japan der Reisanbau begann. Es entstanden dauerhafte Siedlungen und schließlich wurde das Dorf Inokuchi gegründet, das später zur modernen Stadt Gifu werden sollte.

### Sengoku-Zeit
„Kontrolliere Gifu und du kontrollierst Japan“ war eine gängige Redewendung während der Sengoku-Zeit (15. bis 17. Jahrhundert), da Gifus zentrale Lage in Japan es zu einem begehrten Ort für alle machte, die versuchten, das Land zu vereinen. Über zweihundert Jahre lang stand die Provinz Mino (einschließlich der heutigen Stadt Gifu) unter der Kontrolle des Toki-Clans, eines mächtigen regionalen Clans. Der Toki-Vasall Saitō Dōsan rebellierte gegen seinen Klan, übernahm 1542 die Kontrolle über die Provinz Mino und errichtete die Burg Inabayama auf dem Berg Inaba, von wo aus er sein Bestreben nach der Vereinigung Japans begann.

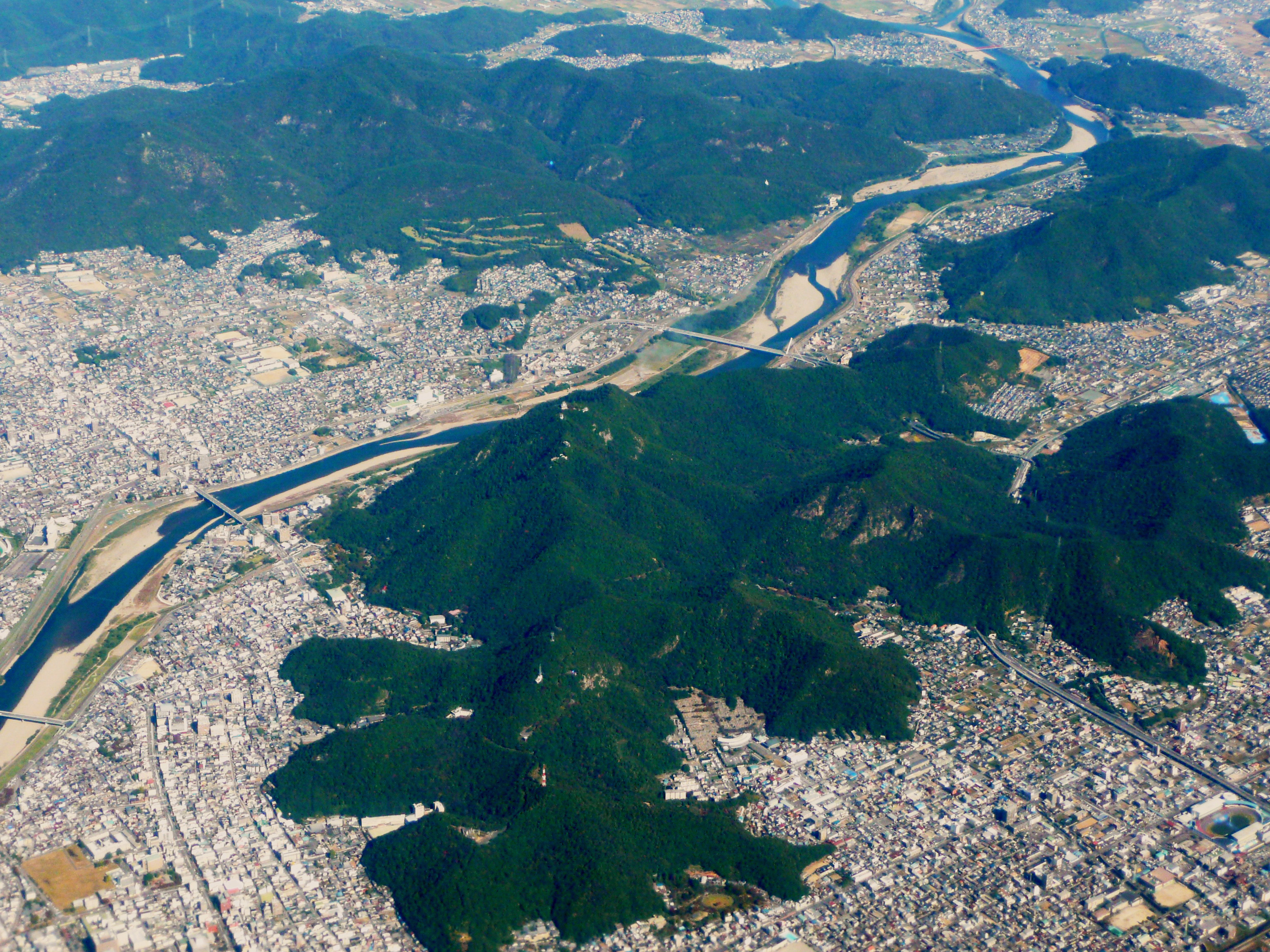
Der Kinka-zan (früher Inaba)

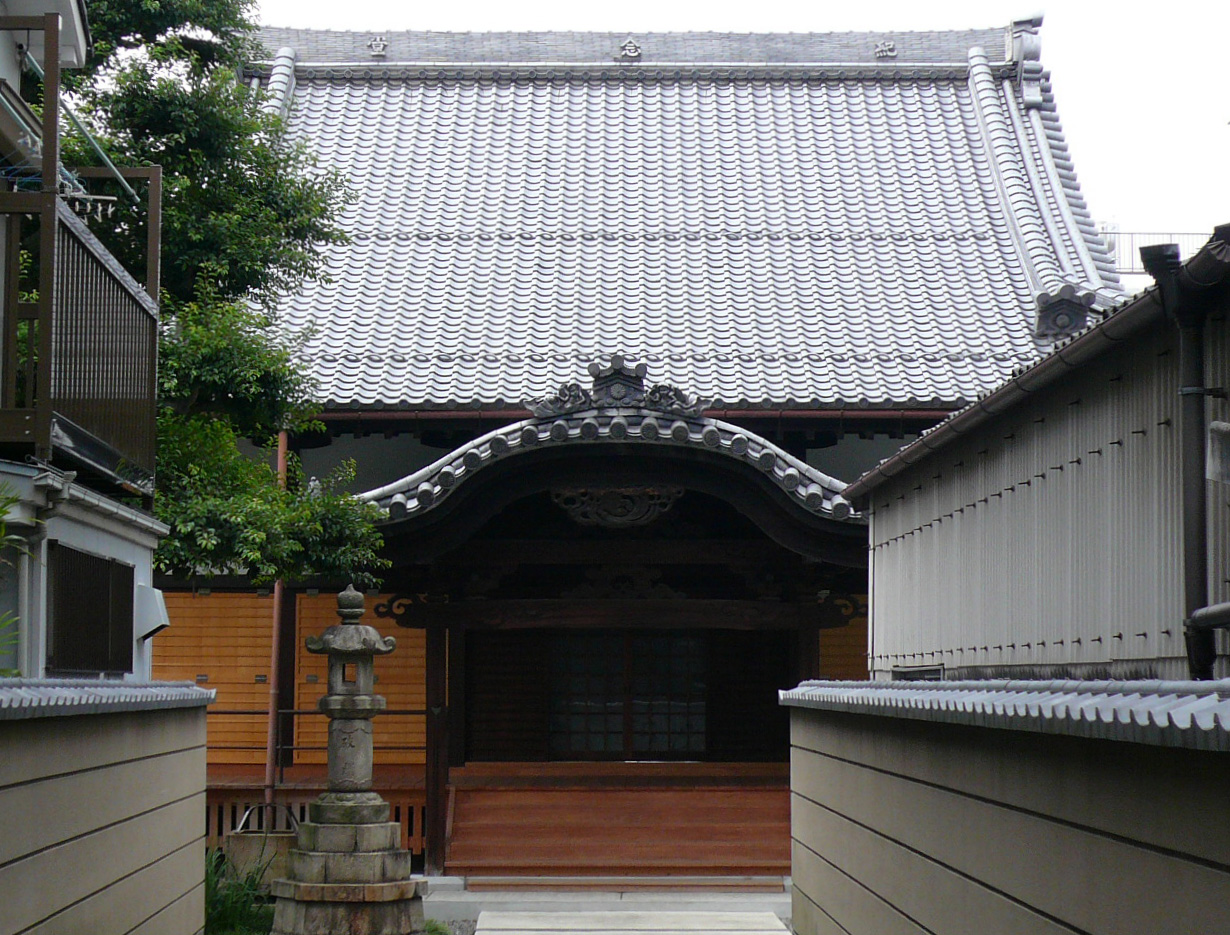
Erdbeben-Gedenkhalle

Während Dōsans Herrschaft heiratete seine Tochter Nōhime Oda Nobunaga, den Erben des schnell aufstrebenden Klans in der benachbarten Provinz Owari – in der Hoffnung auf eine Allianz der beiden Familien, die eine starke Front gegen ihre Konkurrenten bilden würde. Während Nobunagas Herrschaft erhielt das Gebiet seinen heutigen Namen. Nach Rücksprache mit einem buddhistischen Priester benannte er das Dorf und die umliegende Mino-Provinz 1567 in Gifu um. Das erste Schriftzeichen (岐 gi) übernahm er von Qishan (岐山), dem legendären Berg, von dem aus der größte Teil des alten Chinas vereinigt wurde. Das zweite Schriftzeichen (阜 fu) bedeutet "„Fuß des Berges“" und stammt von Qufu (曲阜), dem Geburtsort von Konfuzius. Obwohl er nicht aus der Gegend stammte, wählte er die Burg und den Berg von Dōsan als seine Operationsbasis. 1586 erschütterte das Tenshō-Erdbeben mit einer geschätzten Stärke von 7,9 die Region und tötete mehrere tausend Menschen.
Gifus Wirtschaft wuchs während dieser Zeit immens, vor allem aufgrund seiner Lage im Zentrum von Nobunagas expandierendem Einflussgebiet. Außerdem richtete er den Rakuichi Rakuza (楽市楽座) ein, einen Markt, den seine Untertanen frei nutzen konnten. Damit brach er das Handelsmonopol der Tempel und Schreine in der Region. Die Lebendigkeit der Stadt veranlasste Luís Fróis, einen portugiesischen Jesuitenmissionar und Gast Nobunagas, Gifu als ein „geschäftiges Babylon“ zu beschreiben.

### Edo- und Meiji-Zeit
Nach dem Tod Nobunagas setzte sich das Wachstum Gifus in der Edo-Zeit mit der Einrichtung der Nakasendō als eine der fünf Routen (Gokaidō) des Tokugawa-Shogunats fort. Obwohl die Straße nicht direkt durch Gifu führte, sorgten die nahe gelegenen Poststationen Kanō-juku und Gōdo-juku für regen Verkehr und wurden später zur modernen Stadt zusammengelegt. Durch die zentrale Lage blühte das Gebiet weiter auf.
In der Mitte der Meiji-Zeit wurde Gifu am 1. Juli 1889 offiziell zur Stadt erklärt, mit einer Einwohnerzahl von damals 25.750 und einer Fläche von 10 km². Zwei Jahre später ereignete sich am 28. Oktober 1891 das Mino-Owari-Erdbeben, das auf der Richterskala auf eine Stärke von 8 geschätzt wird. 37 % der Stadt fielen Bränden zum Opfer, was zu 245 Toten und 1260 Verletzten führte; betroffen waren 6336 Gebäude, von denen 3993 vollständig zerstört wurden. Daraufhin entstand in Gifu die erste Erdbeben-Gedenkhalle in ganz Japan, in der an jedem 28. des Monats Gedenkfeiern für die Opfer abgehalten werden.

### 20. und 21. Jahrhundert
Im Jahr 1940 wurde Kanō eingemeindet, wodurch sich die Fläche von Gifu markant vergrößerte. Kanō verfügte über viele traditionelle Gewerbezweige, die dazu beitrugen, die industrielle Stärke Gifus insgesamt zu verbessern. Mit der benachbarten Stadt Kakamigahara, dem Zentrum der japanischen Luftfahrtindustrie, war Gifu während des Zweiten Weltkriegs ein großes Industriezentrum, das auch einen Fertigungssektor in der Innenstadt umfasste. Infolgedessen war Gifu wiederholt Luftangriffen der United States Army Air Forces ausgesetzt. Diese gipfelten in der Bombardierung Gifus am 9. Juli 1945, die 863 Tote, 520 Verletzte und 20.426 beschädigte Gebäude zur Folge hatten. Gifu gedenkt dieser Ereignisse jedes Jahr am 9. Juli mit dem Läuten der Friedensglocke an allen Tempeln der Stadt.
Ein weiteres einschneidendes Ereignis war der Taifun Fran, der am 12. September 1976 die Stadt heimsuchte und fünf Tote forderte. Gifu erholte sich durch die Ansiedlung verschiedener Industriezweige. Das Wachstum der Stadt ging so weit, dass sie 1996 von der nationalen Regierung zu einer Kernstadt erklärt wurde. Da die Modeindustrie jedoch an Bedeutung einbüßte, hat sich die Stadt auf die verarbeitende Industrie verlegt, um die Wirtschaft wieder anzukurbeln. Sowohl öffentliche Bauprojekte als auch private Bemühungen haben die Stadt belebt, wobei insbesondere die Gegend um den Bahnhof Gifu davon profitierte. Der 2007 fertiggestellte Gifu City Tower 43 ist ein Beispiel für die Zusammenarbeit zwischen der öffentlichen Hand und dem privaten Sektor. Durch die Eingemeindung von Yanazu vergrößerte sich die Stadt nochmals.

## Sehenswürdigkeiten
Gifu ist eine ehemalige Burgstadt. Für die ehemalige Burg Gifu steht vor allem ihr 1956 wieder errichteter Burgturm. Eine weitere Sehenswürdigkeit ist der Zen-Tempel. Im Jahre 1891 zerstörte das Mino-Owari-Erdbeben die Stadt fast völlig, sie wurde jedoch rasch wieder aufgebaut. In Gifu wird heute noch Ukai, die traditionelle Kormoranfischerei, betrieben.

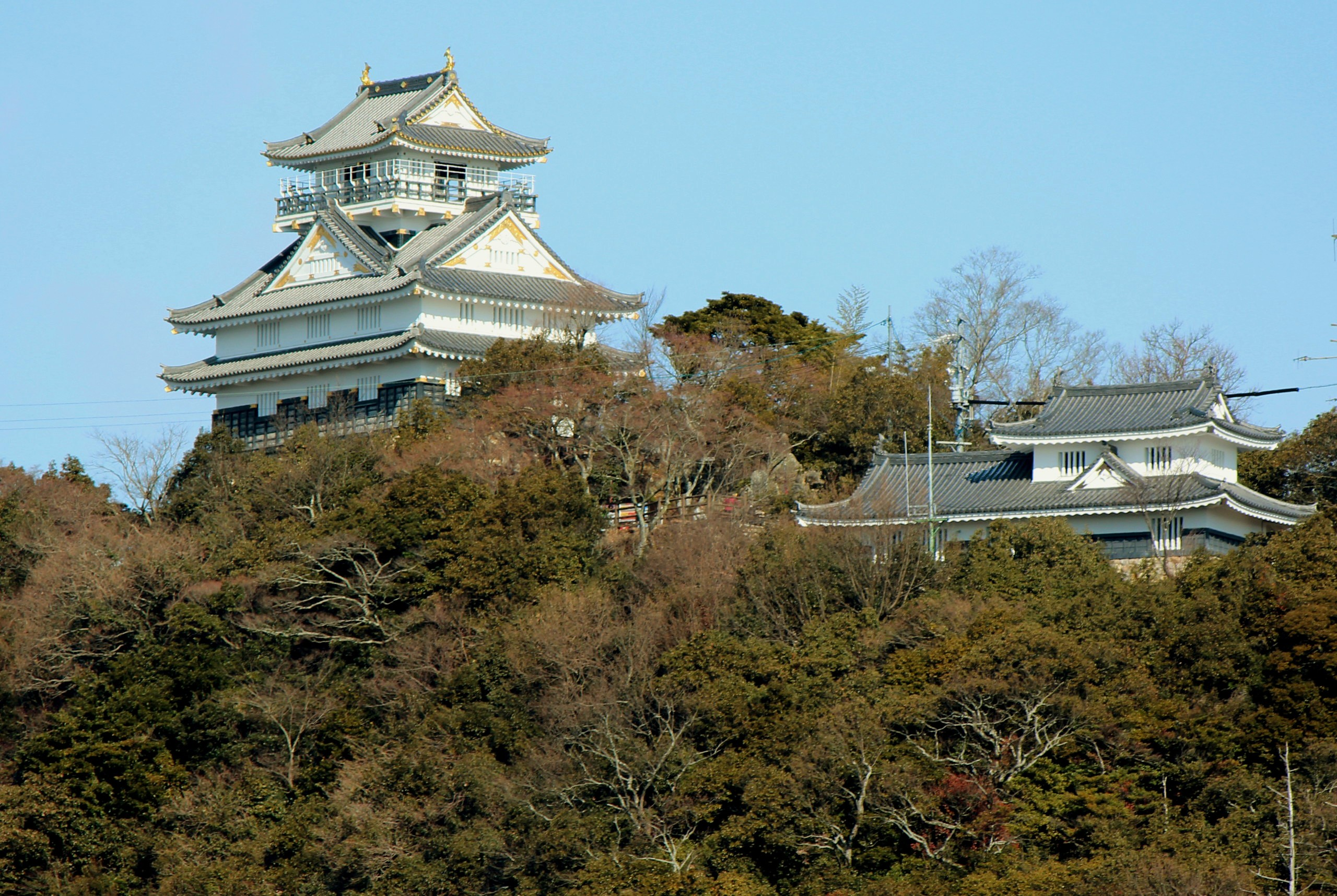
Burg Gifu
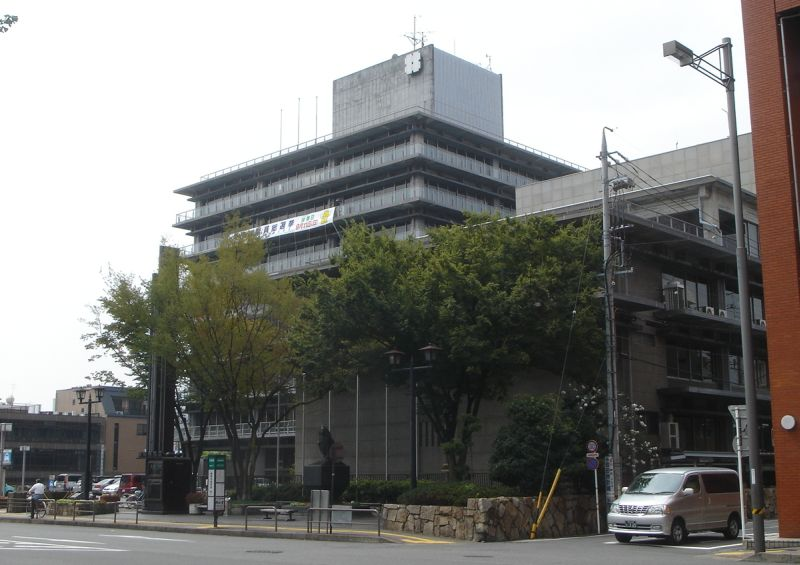
Rathaus von Gifu
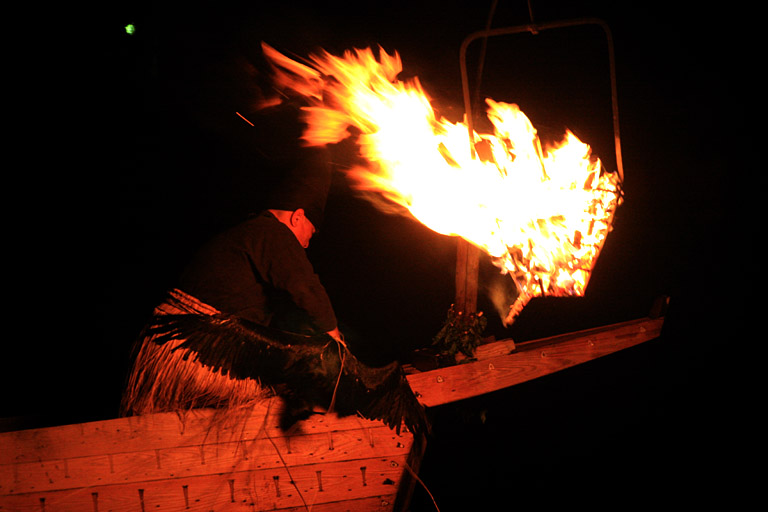
Ukai (Kormoranfischerei)
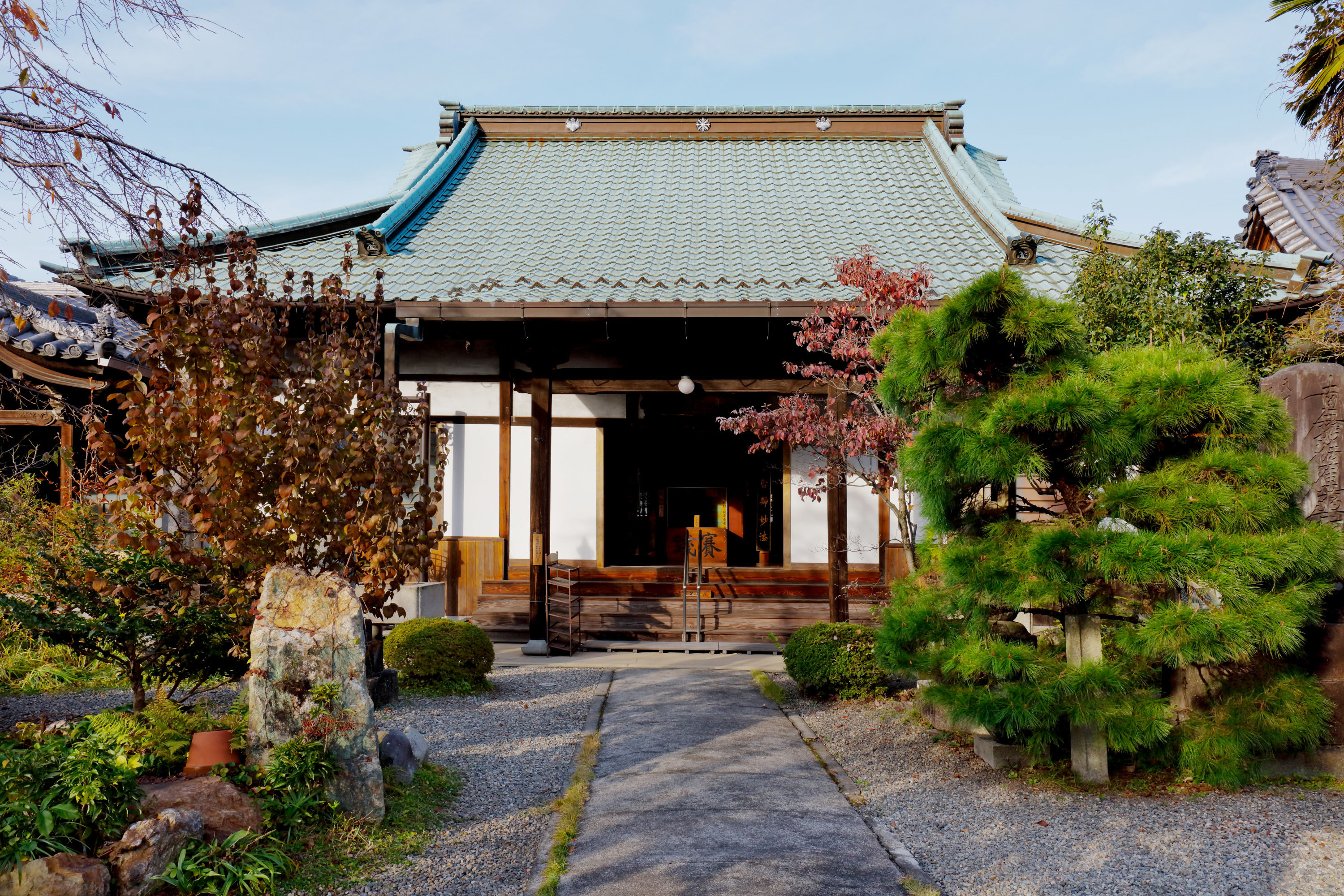
Jōzai-ji
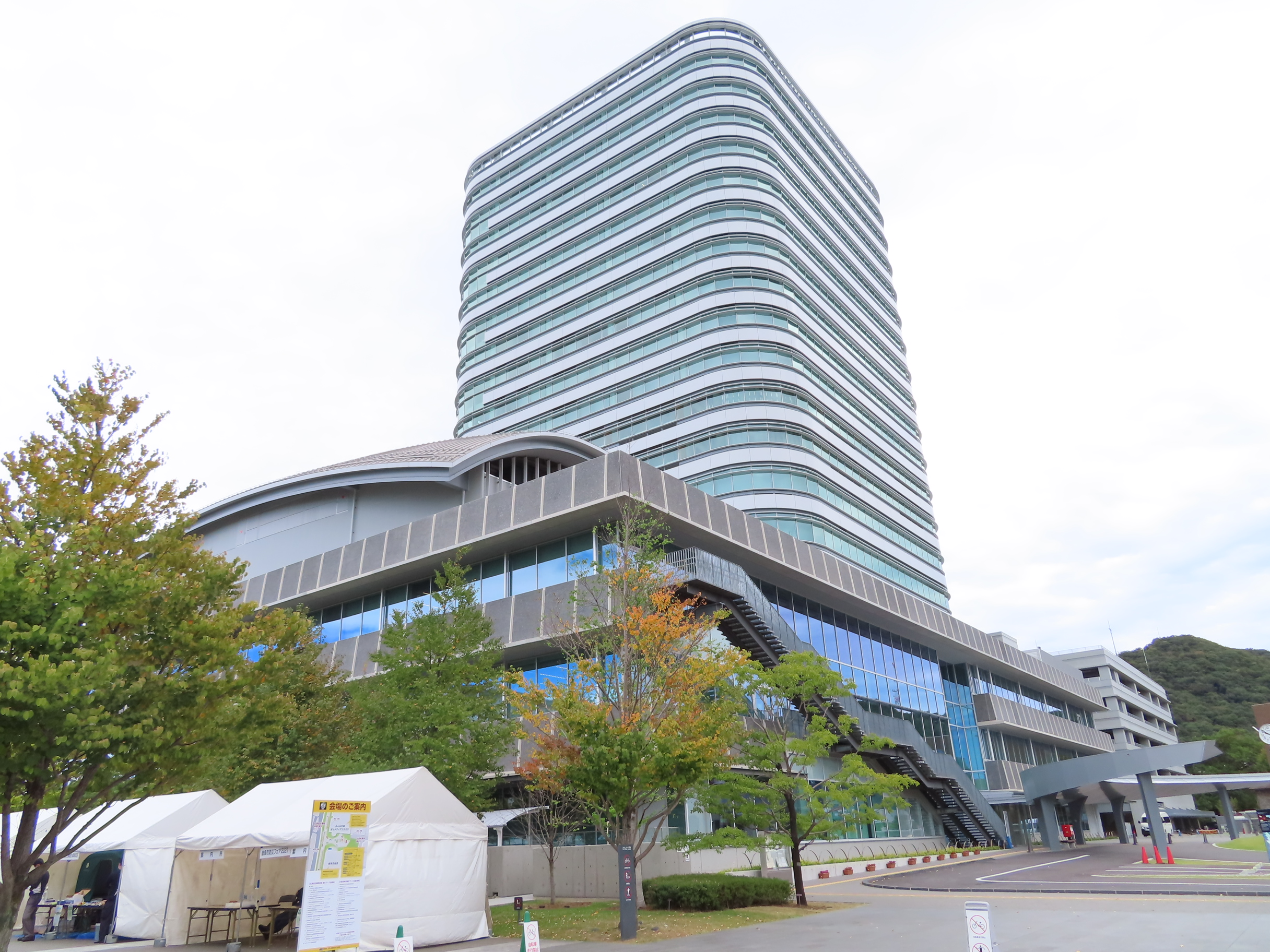
Rathaus von Gifu

## Wirtschaft
Gifus erster großer Wirtschaftszweig war die Textilindustrie und lange Zeit konkurrierte die Stadt mit Tokio und Osaka als führendes Zentrum der japanischen Modebranche. In der Gegend nördlich des JR-Bahnhofs sind viele kleine Bekleidungsgeschäfte zu finden, die eine Vielzahl von Kunden ansprechen. Darüber hinaus gibt es in der überdachten Einkaufspassage Yanagase im Stadtzentrum zahlreiche Bekleidungs-, Schuh- und Accessoiregeschäfte, die in- und ausländische Waren anbieten. Da die Modebranche in Gifu in den letzten zehn Jahren jedoch stark zurückgegangen ist, hat die Stadt begonnen, andere Industrien zu entwickeln, um die lokale Wirtschaft zu stärken.
Eine dieser Branchen ist die verarbeitende Industrie. Da die Stadt in unmittelbarer Nachbarschaft zur Präfektur Aichi mit ihren vielen großen Unternehmen der Automobil- und Schwerindustrie, wie z. B. Toyota, liegt, hat sich Gifu zu einem florierenden Gebiet für viele Metallverarbeitungsbetriebe, Formenbauer und Zulieferer von Teilen entwickelt. Die Anbindung an die benachbarten Gebiete durch öffentliche Verkehrsmittel und Autobahnen hat es den Unternehmen ermöglicht, zahlreiche Fabriken und Anlagen in der Region zu errichten.
Neben den modernen Industriezweigen, auf denen die Wirtschaft von Gifu beruht, verfügt die Stadt auch über eine breite Palette traditioneller Gewerbezweige, darunter die Gifu-Fächer, Mino-Washi und Lebensmittel, die aus dem Süßwasserfisch Ayu hergestellt werden. Viele Geschäfte in der Stadt stellen diese Waren her. Die bekannteste lokale Industrie ist jedoch die Herstellung von traditionellen Gifu-Laternen und Regenschirmen.

## Verkehr

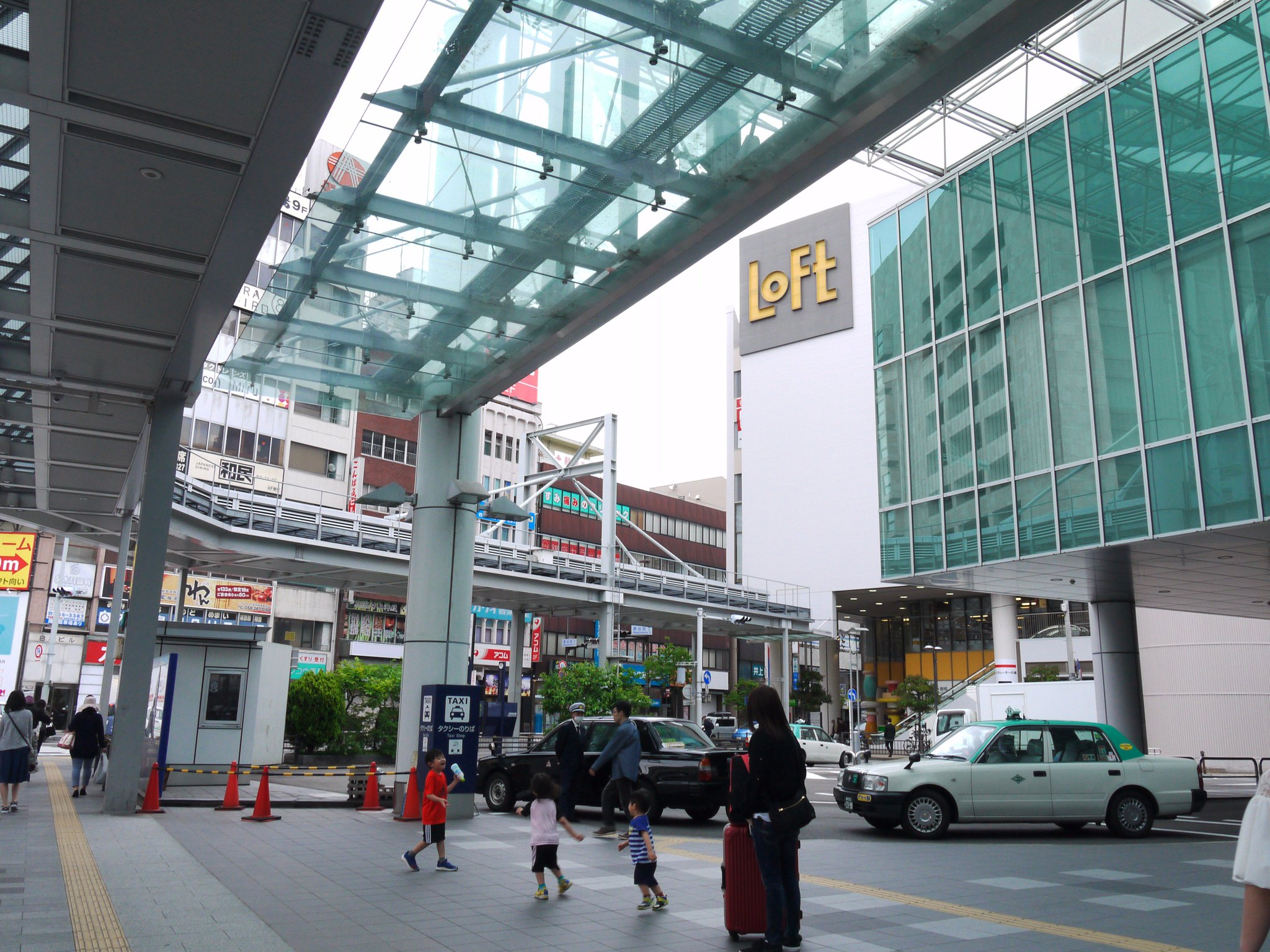
Bahnhof Meitetsu Gifu

Gifu ist über die Meishin-Autobahn und die Tōkai-Kanjō-Autobahn erreichbar. Ebenso treffen hier die Nationalstraßen 21, 22, 156, 157, 248, 256 und 303 aufeinander.
Mehrere Bahnstrecken treffen in zwei Bahnhöfen aufeinander. Der Bahnhof Gifu von JR Central wird von der Tōkaidō-Hauptlinie nach Tokio und Kōbe sowie von der Takayama-Hauptlinie nach Toyama bedient. Der Bahnhof Meitetsu Gifu der Bahngesellschaft Meitetsu wiederum ist die Endstation der Meitetsu Nagoya-Hauptlinie in Richtung Nagoya und Toyohashi, während die Meitetsu Kakamigahara-Linie den lokalen Verkehr in die Nachbarstadt Kakamigahara und nach Inuyama übernimmt. Über die Meitetsu Takehana-Linie ist der Bahnhof Gifu-Hashima an der Schnellfahrstrecke Tōkaidō-Shinkansen erreichbar. Zur Burg Gifu hinauf führt die Kinkazan-Luftseilbahn.
Nachdem die Privatisierung des Tram- und Busnetzes aufgrund der Stilllegung unprofitabler Streckenabschnitte zu einer verschlechterten Versorgung geführt hatte, übernahm die Gemeinde 2008 wieder den Betrieb und erreichte durch ein für Japan ungewöhnliches Modell der Bürgerbeteiligung (u. a. Mitspracherecht bei Festsetzung der Fahrpreise) eine Erhöhung der Fahrgastzahlen und verbesserte Anbindungen. Die von der Meitetsu betriebene Straßenbahn Gifu wurde am 1. April 2005 stillgelegt, nachdem zuvor sowohl eine Übernahme des Netzes durch die Stadt als auch die Übertragung des Betriebs an Connex gescheitert waren. Dadurch verschwanden auch mehrere damit verknüpfte Überlandstraßenbahnen wie z. B. die Meitetsu Minomachi-Linie nach Seki und Mino.

## Bildung

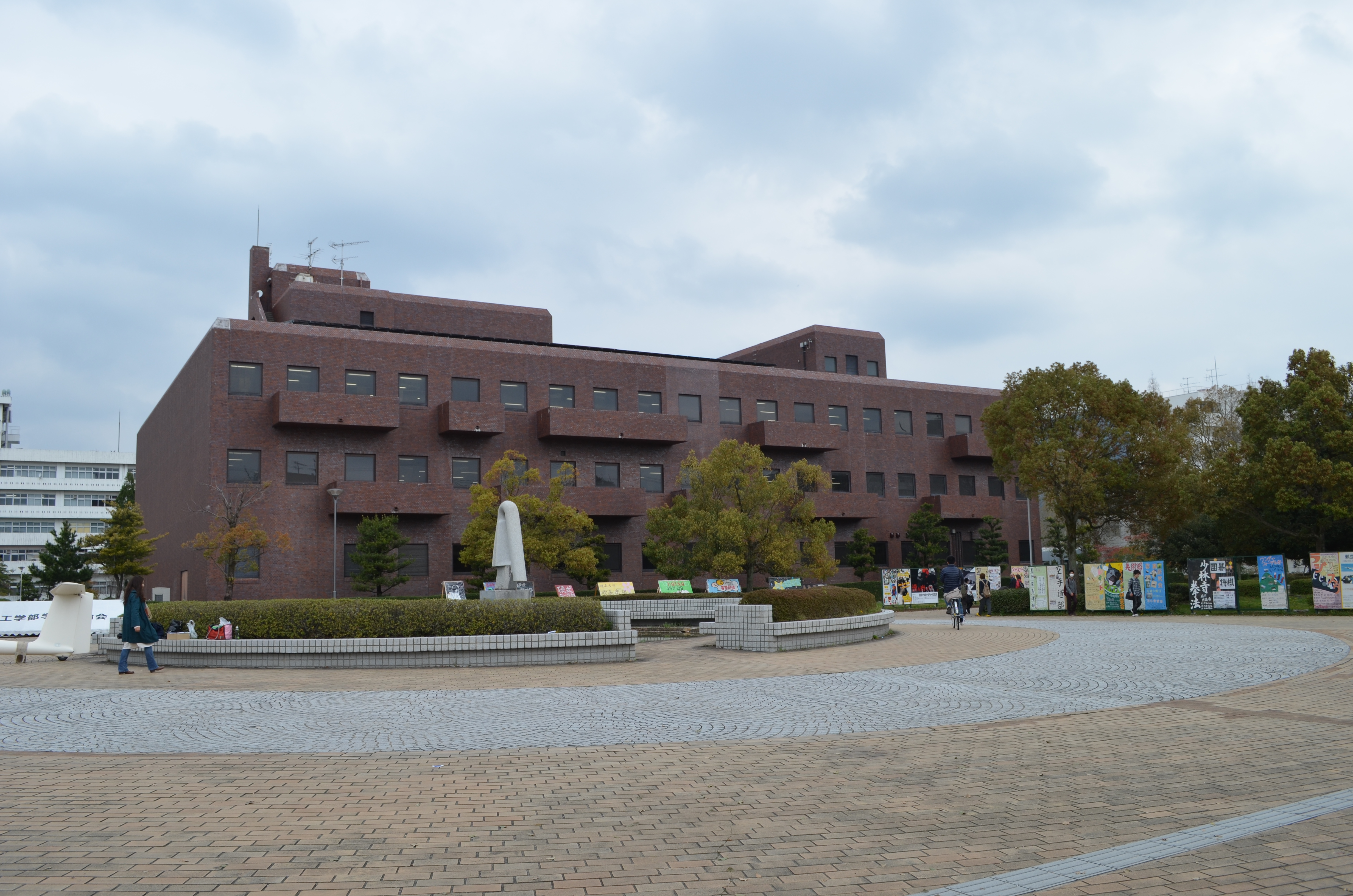
Universität Gifu

- Universität Gifu
- Pharmazeutische Universität Gifu

## Sport
Gifu ist die Heimat des Fußballvereins FC Gifu. Seit 2011 findet im Mai der Gifu-Seiryū-Halbmarathon statt.

## Städtepartnerschaften
- Florenz, seit 1978
- Campinas, seit 1982
- Cincinnati, seit 1988
- Meidling, Wien, seit 1992[15]
- Thunder Bay, seit 2007

## Persönlichkeiten
- Ryōichi Akamatsu (* 1995), Hochspringer
- Tomoya Fujii (* 1998), Fußballspieler
- Makoto Fujiwara (1938–2019), Steinbildhauer
- Hajime Furuta (* 1947), Politiker
- Eiya Hashimoto (* 1993), Radrennfahrer
- Seinosuke Gō (1865–1942), Unternehmer und Politiker
- Hirohide Hashimoto (1933–2000), Maler
- Hidemasa Hori (1553–1590), Kriegsherr
- Shōko Kawasaki (1886–1977), Maler
- Takeyoshi Kawashima (1909–1992), Rechtsgelehrter
- Sōhei Morita (1881–1949), Schriftsteller und Übersetzer
- Kokomo Murase (* 2004), Snowboarderin
- Yōji Mutō (* 1955), Politiker
- Kenjiro Nomura (1896–1956), japanisch-amerikanischer Maler
- Hiroshi Ōguri (* 1962), Physiker
- Hideo Okuda (* 1959), Autor
- Makoto Raiku (* 1974), Mangaka
- Shō Shimabukuro (* 1997), Tennisspieler
- Hajime Shinoda (1927–1989), Literaturkritiker und Übersetzer
- Masahiro Shinoda (1931–2025), Regisseur und Drehbuchautor
- Naoko Takahashi (* 1972), Leichtathletin
- Yumi Tōmei (* 1972), Fußballspielerin
- Kazuhiro Wada (* 1972), Baseballspieler
- Takamasa Yamazaki (* 1992), Fußballspieler